# 北部湾航空
北部湾航空(ほくぶわんこうくう、英語:Guangxi Beibu Gulf Airlines、略称:GX Airlines)は、中華人民共和国南寧市に本社を置く航空会社。正式名称は広西北部湾航空有限責任公司。海南航空のグループ会社で、ハブ空港は南寧呉圩国際空港。

## 概要
海南航空傘下の航空会社で、本部及び主運営基地は広西チワン族自治区南寧市に設置されている。北部湾航空は、天津航空と広西北部湾投資集団有限公司と共同で出資し、資本を30億元としている。初期に、天津航空からエンブラエル190を5機導入している。

## 沿革
- 2014年7月 - 発足（仮）。
- 2014年12月 - 中国民用航空局より営業許可証を取得。
- 2015年5月 - 正式に発足。
- 2018年5月 - (香港・澳門除き）初の国際路線となる、南寧=シェムリアップ線を就航。[3]

## 就航地

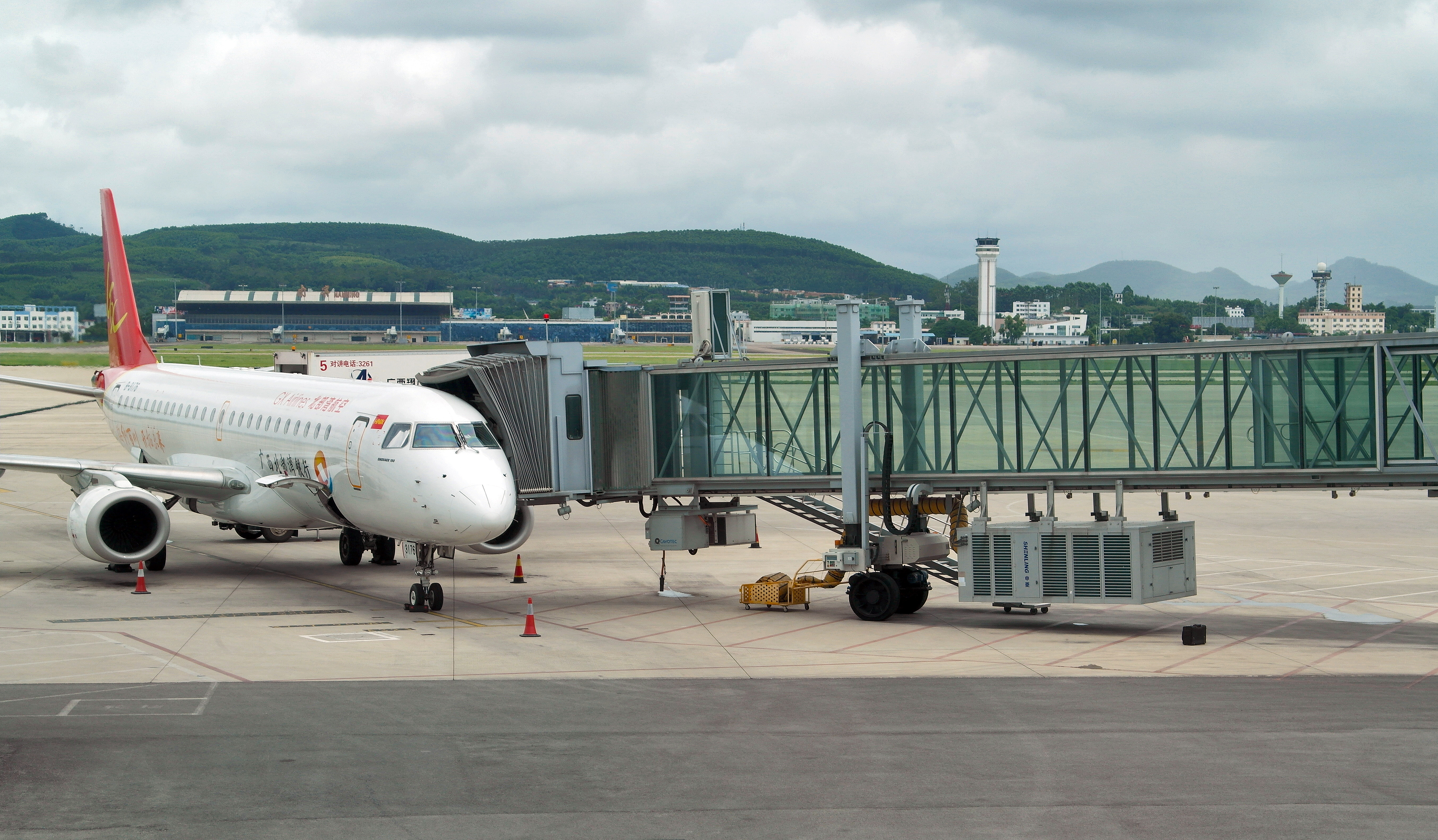
搭乗の様子

### 国内線
- 山東省
  - 青島流亭国際空港
- 海南省
  - 三亜鳳凰国際空港
  - 海口美蘭国際空港
- 広東省
  - 梅県長岡岌空港
- 浙江省
  - 義烏空港
- 四川省
  - 綿陽南郊空港
  - 瀘州藍田空港
- 貴州省
  - 畢節飛雄空港
- 陝西省
  - 楡林楡陽空港

など55空港に就航。

## 保有機材
北部湾航空の機材は以下の航空機で構成される。
- エンブラエル190 - 17機
- エアバスA320-200 - 6機